# Jan Wilusz
Jan Józef Wilusz (ur. 12 września 1885 we Lwowie, zm. 12 stycznia 1919 pod Skniłowem) – kapitan artylerii, kawaler Orderu Virtuti Militari.

## Życiorys
Syn Walerego i Marii Sabatowskiej-Olpińskiej. Podczas nauki w gimnazjum i później studiując działał w Towarzystwie Gimnastycznym „Sokół”. W 1909 studiował na c. k. Uniwersytecie im. Cesarza Franciszka I we Lwowie. Po ukończeniu studiów otrzymał dyplom doktora filozofii. W roku szkolnym 1912/13 był praktykantem w c. k. Bibliotece Uniwersyteckiej. Od 1 listopada 1910 na Uniwersytecie Lwowskim został zatrudniony na etacie asystenta, a pracując w międzyczasie robił przygotowania do habilitacji.
Pod koniec 1909 został powołany do austro-węgierskiego pułku haubic polowych we Lwowie, w charakterze jednorocznego ochotnika. W latach 1912–1913 wziął udział w mobilizacji sił zbrojnych Monarchii Austro-Węgierskiej, wprowadzonej w związku z wojną na Bałkanach. Na stopień kadeta rezerwy został mianowany ze starszeństwem z 1 maja 1913. Otrzymał przydział w rezerwie do dywizjonu haubic polowych Obrony Krajowej nr 43 we Lwowie.
1 lipca 1914 został zmobilizowany. Na początku służby w pułku walczył na froncie wschodnim na linii Karpaty–Gorlice, Jarosław, Lublin, Brześć Litewski, a we wrześniu 1915 został skierowany na front włoski. Na stopień podporucznika rezerwy został mianowany ze starszeństwem z 1 maja 1915, a na stopień porucznika rezerwy ze starszeństwem z 1 maja 1917. W 1916 jego oddziałem macierzystym był pułk haubic polowych Obrony Krajowej nr 43, a dwa lata później pułk artylerii polowej nr 143.
W sierpniu 1918 ciężko się rozchorował i przez trzy tygodnie leczono go w szpitalu polowym, a następnie w szpitalu we Lwowie. Wbrew diagnozie lekarzy samowolnie opuścił szpital, aby walczyć w obronie Lwowa w szeregach 5 pułku artylerii polowej. Na stanowisku oficera baterii wykazał się odwagą i rozwagą w podejmowaniu decyzji, kiedy nakazał skierować ogień kartaczy na pozycje nieprzyjaciela powstrzymując tym samym atak na Sygniówkę. Poległ pod Skniłowem, kiedy podczas walki postanowił wykonać kontratak na pozycje wroga celem odzyskania armat. Za czyny te został odznaczony Krzyżem Srebrnym Orderu Virtuti Militari. Pochowany na Cmentarzu Obrońców Lwowa.
Żonaty z Zofią z domu Pragłowska, bezdzietny. W okresie międzywojennym jego imię otrzymała jedna z ulic Lwowa.

## Ordery i odznaczenia
- Krzyż Srebrny Orderu Virtuti Militari nr 3737 – pośmiertnie 1921[5]
- Krzyż Niepodległości – pośmiertnie 4 listopada 1933 „za pracę w dziele odzyskania niepodległości”[6][7]
- Krzyż Walecznych
- Signum Laudis Srebrny Medal Zasługi Wojskowej z mieczami na wstążce Krzyża Zasługi Wojskowej dwukrotnie
- Signum Laudis Brązowy Medal Zasługi Wojskowej z mieczami na wstążce Krzyża Zasługi Wojskowej
- Krzyż Pamiątkowy Mobilizacji 1912–1913[2]